# Moldova világörökségi helyszínei
Moldova területéről eddig egy helyszín került fel a világörökségi listára, három helyszín a javaslati listán várakozik a felvételre.
| | Struve földmérő vonal |
| Észtország, Fehéroroszország, Finnország, Lettország, Litvánia, Moldova, Norvégia, Oroszország, Svédország és Ukrajna közös világörökségi helyszíne. |                       |
| 2005 |                       |
| Kulturális (I)(IV)(VI) |                       |
| Hivatkozás: 1187 |                       |
| A 19. századra a háromszögeléses módszer módszer már elérte azt a fejlettségi szintet, hogy rendszeresen alkalmazták a földméréseknél. Friedrich Georg Wilhelm von Struve német csillagász eldöntötte, hogy ezzel a módszerrel pontosan meghatározza a Föld formáját és nagyságát. A méréseket úgynevezett háromszögelési technikával, mérőpontok által meghatározott háromszöghálózat segítségével végezték. A munkát 1816-ban kezdték el és majdnem negyven évvel később 1855-ben fejezték be. A cél a tartui meridián, a Tartu városán áthaladó hosszúsági kör pontos megmérése volt. A tíz országon (Norvégia, Svédország, Finnország, Oroszország, Észtország, Lettország, Litvánia, Fehéroroszország, Ukrajna, Moldovai Köztársaság) áthaladó földmérő vonal a Jeges-tengertől a Fekete-tengerig húzódik, hossza 2820 kilométer, 258 háromszögből és 265 felsőrendű és 60 alsórendű pontból áll. A telepített mérési pontokból napjainkra 34 maradt meg. |                       |

## Javasolt helyszínek
| Név                                            | Kép | Típus      | Kritérium  | ÉV   | Hiv. |
| ---------------------------------------------- | --- | ---------- | ---------- | ---- | ---- |
| Moldova pincészetei, Cricova és Mileștii Mici  |     | kulturális | III, IV, V | 2025 |      |
| Orheiul Vechi kultúrtáj                        |     | kulturális | II, V      | 2017 |      |
| A Balti sztyepp csernozjom talaja (feketeföld) |     | vegyes     | V, IX, X   | 2011 |      |